# 김광민 (1962년)
김광민(金廣民, 1962년 8월 16일 ~ )은 북한의 전직 축구 선수이자 현 축구 지도자로 선수 시절 포지션은 수비수였으며 북한 여자 축구 국가대표팀의 감독직을 2번 역임했다.
1985년 1월 19일에 열린 싱가포르와의 1986년 FIFA 월드컵 아시아 지역 예선 경기에서 국가대표팀 무대에 데뷔했다. 1987년 태국에서 열린 킹스컵 대회에서 조선민주주의인민공화국의 우승을 이끈 공로를 인정받아 공훈체육인 칭호를 받았고 일본에서 열린 1992년 AFC 아시안컵에도 참가했다. 2008년 아시아 축구 연맹이 선정한 아시아 올해의 여자 축구 감독으로 선정되었다.

## 주요 경력
- 2007년 FIFA 여자 월드컵 8강
- 2008년 동아시아 여자 축구 선수권 대회 준우승
- 2008년 AFC 여자 아시안컵 우승
- 2010년 AFC 여자 아시안컵 준우승
- 2010년 아시안 게임 은메달
- 2013년 EAFF 여자 동아시안컵 우승
- 2014년 아시안 게임 금메달
- 2015년 EAFF 여자 동아시안컵 우승
- 2017년 EAFF E-1 풋볼 챔피언십 (여자부) 우승